# 藤井嘉夫
藤井 嘉夫（ふじい よしお、1946年8月3日 - ）は元競馬専門紙・競馬ブックの栗東担当のトラックマン。大阪府出身。

## 来歴
1969年に競馬ブックにアルバイトとして入社。
競馬記者歴は40年以上を誇るベテラントラックマンであった。主に、京都・阪神の開催及び中京・小倉の主場開催の編集・本紙予想を担当している。
また、2010年12月26日まで、KBS京都の「KEIBAワンダーランド」の日曜メイン解説（数回、中野秀幸の代理で土曜日も担当した事もあった）、土曜日夜の「競馬展望」を務めていた。
2011年7月24日付で定年により競馬ブックを退社した。